# Estación Andino
Andino es una estación ferroviaria ubicada en la localidad homónima, Departamento Iriondo, Provincia de Santa Fe, Argentina.

## Servicios
La estación corresponde al Ferrocarril General Bartolomé Mitre de la red ferroviaria argentina.
A partir de octubre de 2023, será parada intermedia del servicio Retiro - Tucumán de la empresa estatal Trenes Argentinos Operaciones.

## Vuelta del servicio de pasajeros
En julio de 2023, empezaron las gestiones para que vuelva a detenerse el servicio de pasajeros entre Retiro y Tucumán, operado por Sofse.
Se anunció que para octubre de 2023, volverá detenerse el servicio "el tucumano" de Trenes Argentinos Operaciones.